# Suzy Prim

Suzy Prim

Suzy Prim, geborene Suzanne Mariette Arduini (* 11. November 1895 in Paris; † 7. Juli 1991 in Boulogne-Billancourt) war eine französische Schauspielerin.

## Leben
Prim stammte aus einer Schauspielerfamilie und stand bereits im Alter von 18 Monaten auf der Bühne. Ab 1905 war sie Partnerin der berühmten Tänzerin La Belle Otéro. Sie spielte an den Folies Bergère, aber auch an Sprechbühnen wie dem Théâtre de l’Œuvre und dem Théâtre Michel, wo sie in Stücken von Henrik Ibsen und George Bernard Shaw auftrat.
Unter dem Namen la petite Arduini wirkte sie bereits von 1898 bis 1910 als eine der ersten französischen Schauspielerinnen in Filmen mit. Größere Bedeutung erlangte sie mit dem Aufkommen des Tonfilms. Prim übernahm sehr unterschiedliche Rollen, in Fedor Ozeps Rivalin der Zarin war sie als Zarin Katharina II. zu sehen. Sie spielte mit den Leinwandstars ihrer Zeit, darunter Charles Boyer, Danielle Darrieux, Jean Gabin, Louis Jouvet, Charles Vanel, unter der Regie von Jean Renoir, Julien Duvivier, Anatole Litvak u. a. insbesondere in den 1930er und 1940er Jahren.
In den 1950er Jahren nahmen die Rollenangebote ab, und Prim beendete 1960 ihre Karriere. 1976 war sie noch einmal in dem Kriminalfilm Der Körper meines Feindes mit Jean-Paul Belmondo zu sehen.

## Filmografie (Auswahl)
- 1910: Le crime du grand-père
- 1910: Petits poèmes antiques
- 1910: Le Noël de grand-mère
- 1936: Mayerling
- 1936: Nachtasyl (Les Bas-fonds)
- 1937: Weiße Fracht für Rio (Cargaison blanche)
- 1938: Carrefour
- 1939: Farinet – Die sanfte und die wilde Freiheit (Farinet ou l'or dans la montagne)
- 1938: Rivalin der Zarin (La principessa Tarakanova)
- 1942: Der Wohltäter (Le bienfaiteur)
- 1943: Familie Froment (Untel père et fils)
- 1943: Paradies der Damen (Au bonheur des dames)
- 1949: Eine Heilige unter Sünderinnen (Au royaume des cieux)
- 1950: Zwei Mädels aus Paris (Deux gamines)
- 1950: Manege frei (Au revoir, Monsieur Grock)
- 1953: Die Mädchen der Rue D’Amour (Les compagnes de la nuit)
- 1954: Feuer unter Haut (Le feu dans la peau)
- 1955: Erinnerungen eines Kriminalkommissars (Mémoires d‘un Flic)
- 1959: Ihr Verbrechen war Liebe (Douze heures d'horloge)
- 1960: Bittere Frucht der Liebe (Les lionceaux)
- 1962: Der junge General (La Fayette) (nur Drehbuch)
- 1976: Der Körper meines Feindes (Le corps de mon ennemi)